# Empogona africana
Empogona africana är en måreväxtart som först beskrevs av Sim, och fick sitt nu gällande namn av James Tosh och Elmar Robbrecht. Empogona africana ingår i släktet Empogona och familjen måreväxter. IUCN kategoriserar arten globalt som sårbar. Inga underarter finns listade i Catalogue of Life.